# 聖皇冠教堂

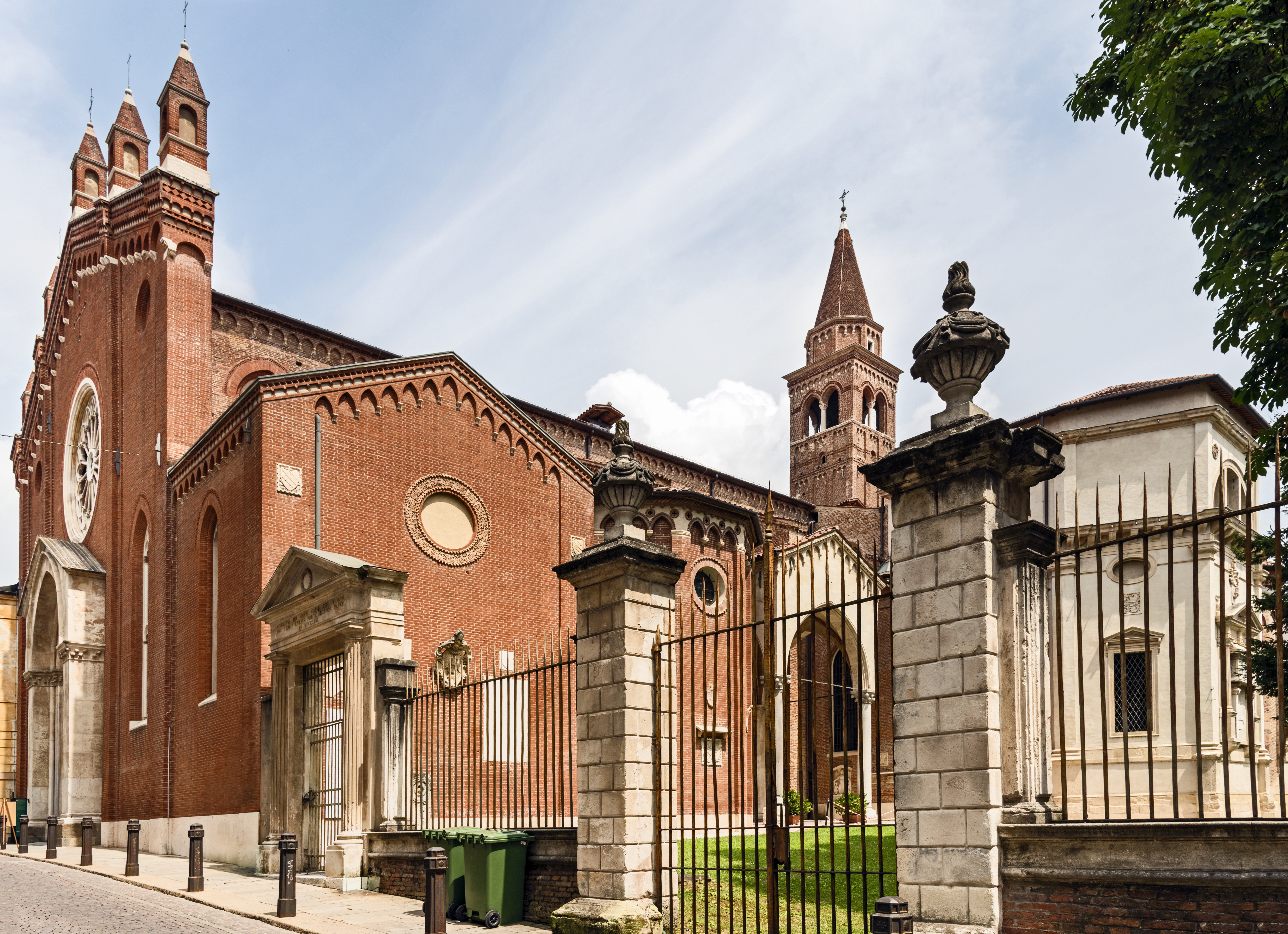
聖皇冠教堂

聖皇冠教堂（義大利語：Santa Corona）是位於義大利城市維琴察的一座修建於中世紀的教堂，由安德烈亞·帕拉弟奧設計，並且帕拉第奧也埋葬在這裡。聖皇冠教堂這一名字是來源於耶穌受難時被戴在頭上的皇冠。